# Agrafobia
Agrafobia é um medo excessivo e persistente de abuso sexual (estupro). Pode ser também o medo de que outras pessoas possam ser abusadas.